# Basidiodendron
Basidiodendron és un gènere de fongs de l'ordre dels auricularials (Auriculariales). El gènere es troba repartit arreu del món i consta de 15 espècies.

## Taxonomia
- Basidiodendron caesiocinereum
- Basidiodendron cinereum
- Basidiodendron cremeum
- Basidiodendron excentrispora
- Basidiodendron eyrei
- Basidiodendron farinaceum
- Basidiodendron luteogriseum
- Basidiodendron minutisporum
- Basidiodendron nikau
- Basidiodendron pini
- Basidiodendron radians
- Basidiodendron rimosum
- Basidiodendron spinosum